# Durance (rivier)
De Durance is een rivier in Zuid-Frankrijk met een lengte van 320 km. De bron ligt in de Alpen bij Briançon; de Durance mondt uit in de Rhône enkele kilometers ten zuiden van Avignon.
De voornaamste zijrivieren zijn de Clarée, de Guisane, de Guil, de Ubaye, de Buëch, de Asse, de Verdon en de Coulon.
De rivier stroomt door vier departementen van de regio Provence-Alpes-Côte d'Azur:
- Hautes-Alpes, met de steden Briançon en Embrun;
- Alpes-de-Haute-Provence, met de steden Sisteron en Manosque;
- Vaucluse, met de steden Cavaillon en Avignon;
- Bouches-du-Rhône.

200.000 jaar geleden was de Durance een stroom die uitmondde in de Middellandse Zee. De vlakte van de Crau is de vroegere rivierdelta van de Durance.

## Stuwdammen
Al in de 19e eeuw werden plannen gemaakt om de Durance af te dammen, met name om verwoestende overstromingen te voorkomen waarvan de schade kon reiken tot de omgeving van Avignon, bij de monding van de Durance in de Rhône. Het debiet van de Durance kon sterk variëren, tussen 18 en 1800 m³ per seconde. In 1843 en 1856 waren er zeer zware overstromingen. De rivier kreeg de bijnaam van 'Gesel van de Provence' (Fléau de la Provence). Stroomopwaarts van Sisteron, waar de Buëch uitmondt in de Durance, was er het grootste risico op overstroming bij het begin van de zomer. Dit werd veroorzaakt door de combinatie van smeltwater en regens. Het record werd gemeten in mei 1856. Stroomafwaarts was er het grootste risico op overstroming door regenbuien in de herfst. Records werden gemeten in oktober 1882 en november 1886.
De eerste plannen voor stuwdammen in de Durance werden al gemaakt in 1895. Tussen 1955 en 1961 werd de stuwdam van het meer van Serre-Ponçon gebouwd. Een belangrijke functie van de stuwdam is het voorkomen van overstromingen. Verder stroomafwaarts werden nog verschillende stuwdammen op de rivier gebouwd.